# Dèmè
Dèmè è un arrondissement del Benin situato nella città di Adjohoun (dipartimento di Ouémé) con 2.043 abitanti (dato 2006).